# 希欽鎮足球會
希欽鎮足球會（Hitchin Town Football Club）是一支位於英格蘭赫特福德郡希欽的職業足球會，目前於英格蘭足球南部聯賽（超聯組中）角逐。

## 外部連結
- Club website